# Погсон, Айзис
Элизабет Айзис Погсон, в замужестве Кент (англ. Elizabeth Isis Pogson; 28 сентября 1852, Оксфорд — 14 мая 1945, Лондон) — британский астроном, дочь астронома Нормана Погсона. Одна из первых женщин, ставшая членом Королевского астрономического общества.

## Биография
Айзис Погсон родилась 28 сентября 1852 года в Оксфорде. Она была дочерью британского астронома Нормана Погсона от первого брака. Имя «Айзис» девочка получила в честь одноимённой реки: так называют ту часть Темзы, которая протекает через Оксфорд. Позднее отец назвал в её честь открытый им астероид (42) Изида.
Айзис Погсон с раннего возраста проявляла интерес к астрономии и математике, которым её учил отец. Позднее она начала помогать отцу в его работе. В 1860 году Норман Погсон был назначен астрономом Мадрасской обсерватории в Индии, и семья отправилась туда вместе с ним. В 1873 году Айзис, несмотря на слабое здоровье, начала работать в обсерватории вычислителем, вероятно, из-за финансовой необходимости. С 1873 по 1896 год она также ассистировала отцу в его астрономических исследованиях и вела метеорологические наблюдения.
В 1878 и в 1881 годах Айзис Погсон открыла две новые туманности в созвездиях Жертвенник и Феникс. В 1887 году она была назначена управляющей метеорологическими станциями. Айзис продолжила работать в обсерватории и после смерти отца в 1891 году. Затем она вышла замуж и вернулась в Англию.
В 1886 году трое членов Королевского астрономического общества представили кандидатуру Айзис на получение членства. Многие другие научные общества к тому времени уже начали принимать в свои ряды женщин, однако Астрономическое общество оставалось в этом отношении предельно консервативным. Рассмотрев вопрос, совет постановил, что использование местоимения «он» на протяжении всего текста устава данного общества делает невозможным вступление в него женщин. Члены общества, предлагавшие принять в него Айзис, согласились с этим решением, и её кандидатура была отозвана. Лишь в 1920 году Айзис всё же стала членом Астрономического общества.
Айзис Погсон умерла 14 мая 1945 года в Лондоне.